# Jacques Salès
Jacques Salès, né le 21 mars 1556 à Lezoux, dans le Puy-de-Dôme (France) et mort (assassiné) le 7 février 1593 à Aubenas, dans l’Ardèche (France), est un prêtre jésuite français, théologien et prédicateur populaire. Mort en témoin de sa foi eucharistique il est béatifié, avec son compagnon Guillaume Saultemouche, par le pape Pie XI en 1926.  Les deux « martyrs d’Aubenas » sont liturgiquement commémorés le 7 février.   

## Biographie
Jacques Salès fait ses études secondaires (1568-1572) au collège de Billom, récemment fondé par les jésuites - et première institution de ce genre en France - avant d’entrer dans la Compagnie de Jésus. Il attribue à sa dévotion au Saint-Sacrement le fait que son père, après s’y être vivement opposé, accepte finalement de le voir entrer chez les Jésuites. 
Salès commence son noviciat le 1er novembre 1573, à Verdun.  Le reste de sa formation intellectuelle et apostolique se fait au scolasticat et université de Pont-à-Mousson: études philosophiques de 1575 à 1580, est suivie d’une période d’enseignement de la philosophie de trois ans, toujours à Pont-à-Mousson et la théologie de 1583 à 1585, une partie à Pont-à-Mousson et l’autre au collège de Clermont, à Paris, où il est ordonné prêtre le 20 avril 1585. 
Après son ordination sacerdotale il retourne à Pont-à-Mousson comme professeur de théologie dogmatique et morale (1585-1589). En 1587, Salès s’offre au travail missionnaire outremer – Amérique, Chine ou Japon - mais dans sa réponse Claudio Acquaviva, supérieur général, lui répond que la France est tout autant terre de mission... Il entame alors, lorsque son enseignement le laisse libre, la prédication de missions populaires, entre autres à Metz où ses sermons étaient souvent interrompus par les calvinistes. Sa mauvaise santé l'oblige à interrompre sa carrière enseignante pour un an (1589-1590) qu’il passe au collège de Dole. Il reprend ensuite (1590) l’enseignement de la théologie, à Tournon, où on lui confie la chaire de "Controverses théologiques", un sujet difficile s’il en est, à son époque. Son enseignement est de valeur, comme en témoignent des documents officiels de l’époque. Il continue à prêcher des missions populaires dans la région. 
Avec pour compagnon le frère Guillaume Saultemouche, Jacques Salès est envoyé en novembre 1592 à Aubenas, ville dont les huguenots ont le contrôle, pour y prêcher les sermons de la saison d’Avent. Étant donné le succès qu’ils rencontrent les deux jésuites décident d’y prolonger leur séjour pour consolider le travail fait. La région est en partie calviniste et les tensions interreligieuses sont fortes même si la situation semble calme. Cette paix précaire disparait lorsque les huguenots arrêtent les deux jésuites à Aubenas, le 5 février 1593. 
Des discussions sur l’Eucharistie, s’enveniment, un débat serein est impossible à Aubenas. Le père Salès est excellent théologien et défend la doctrine catholique de la présence réelle du Christ dans l’Eucharistie, ce que les calvinistes considèrent être de l'idolâtrie. Constamment interrompu lors de l’interrogatoire, il donne finalement le manuscrit de l’un de ses livres sur l’Eucharistie au pasteur calviniste Labat qui lui ordonne : « lisez-le ». Guillaume Saultemouche assiste en silence aux interrogatoires. Son zèle ramène des protestants à la foi catholique, à la grande colère des huguenots.  
Incapable de briser la résistance de Salès, Labat décide sa mort. Le 6 février, sur une place publique d’Aubenas, il lui est exigé une dernière fois d’abjurer sa foi en la présence du Christ dans l’Eucharistie. Il refuse et est abattu d’une balle d'arquebuse. Saultemouche qui embrasse son compagnon mourant est percé par une lame de couteau. Les deux corps sont trainés dans les rues d’Aubenas et laissés sans sépulture durant six jours, puis jetés dans une fosse pour cadavres d’animaux. La nuit, des catholiques leur donnent une sépulture.